# 勝川春潮

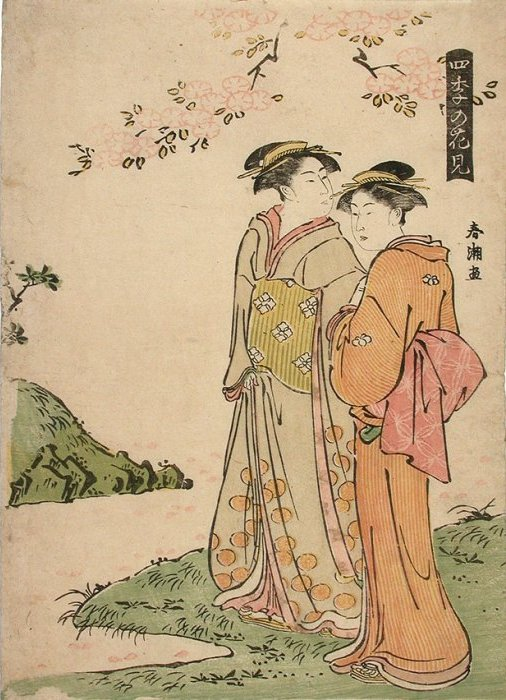
「四季の花見」　春潮画。

勝川 春潮（かつかわ しゅんちょう、生没年不詳）とは、江戸時代の浮世絵師。

## 来歴
勝川春章の門人。本姓は不詳、名は吉左衛門。画姓に勝川を称し、雄芝堂、紫園、東紫園、中林舎、吉左堂と号す。安永から寛政にかけて活躍した。役者絵の春章門下であったが、主に鳥居清長風ののびのびとした紅嫌いによる優艶な美人画を描き、柱絵、三枚続に力作を残した。高島屋おひさなど市中の高名な美人を描く一方、三枚続の群像の代表作として天明（1781年 ‐ 1789年）期の「飛鳥山花見」（浮世絵太田記念美術館所蔵）、「田圃道の遊山」、「夕立雨宿り」などなど、天明から寛政期にかけてゆったりとした美人画を残している。天明後期の頃になると、まるで清長と見紛うばかりのあでやかな美人画を多数描き、その人気を清長と二分した。柱絵にも優れた作品があり、行水図にも「あぶな絵」では無く裸体描写で芳醇な香りが見られる。文才もあったようで、後に画業を捨て窪俊満の門人となり、吉左堂俊潮（俊朝）と称して狂句狂文を書いた。

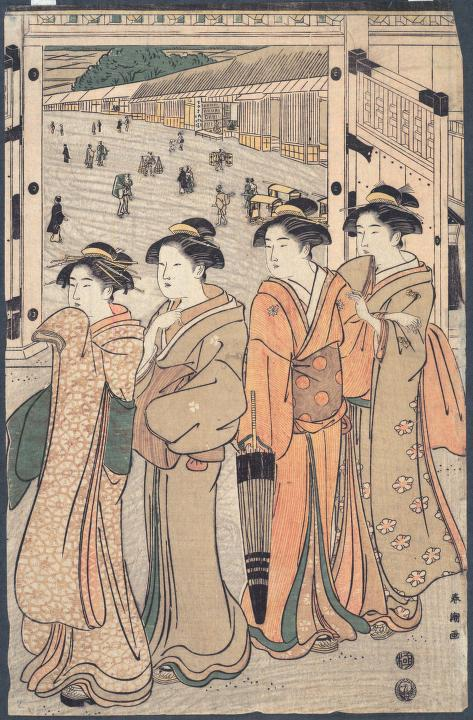
春潮画。

肉筆画は寡作であったが、同じく天明期の「蛍狩美人図」（出光美術館所蔵）や、同門の勝川春常と合作した「遊君禿図・歌妓と仲居図」（ニューオータニ美術館所蔵）などは良く知られている。これは春潮と春常が江戸の女性風俗を競作した対の掛軸で、春潮は桜咲く吉原仲之町でお揃いの着物を着た禿を引連れた花魁道中を、春常は柳の葉の繁る夏の夜道を行く芸者と三味線箱と提灯を手にした仲居を描く。いずれも落款の他、花押を捺す。
寛政2年（1790年）からその翌年にかけて喜多川歌麿による美人大首絵が現れると、大衆の好みは大首絵の方へ移っていった。春潮はこの時期に浮世絵師を辞めたらしく、作品は残されていない。没年は不明だが『浮世絵類考』によれば文政4年（1821年）まで存命しており、「長寿の人」だったという。

## 作品
- 「蛍狩美人図」　絹本着色　出光美術館所蔵
- 「遊君禿図・歌妓と仲居図」　双幅（春常との合作）　絹本着色 ニューオータニ美術館所蔵
- 「喫煙若衆図」　絹本著色　板橋区立美術館所蔵
- 「吉原仲の町図」　絹本着色　大英博物館所蔵